# Strubesang
Strubesang (mongolsk chöömij) er en særpræget sangteknik. Denne sangteknik bruges især hos tuvinere, mongoler og tibetanske munke, men findes også i andre musiktraditioner spredt over det meste af verden, f.eks. hos inuitter, ainu og xhosa. Det mest karakteristiske træk ved sådanne vokaløvelser er at være forbundet med en form for "guttural" stemme, fra langt nede i struben, som står i kontrast til de mest almindelige typer stemmer, der bruges i sang, som normalt repræsenteres af bryststemmen og hovedlydregisteret. Ovenpå denne tone kommer andre lysere toner ved at strubesangeren sætter tungen i forskellige stillinger i munden. Således kan sangeren synge to toner samtidig; normalt én jævn og vedvarende tone fra struben, og én overtone som skifter med den skiftende resonans fra mundhulen. 
Begrebet strubesang forveksles ofte med overtonesang (en). De er dog ikke synonyme: strubesang fokuserer på stemmekildens teknikker og egenskaber, mens overtonesang er en tilgang fokuseret på resonans (som forekommer på niveau med stemmekanalen). Kilden til stemmen er strubehovedet og i nogle tilfælde de vibrerende strukturer i svælget. I mange tilfælde omfatter de etniske og kunstneriske teknikker for harmonisk sang også specifikke halssangteknikker.
Strubesang er blevet brugt i vestlig musik, nok især som indslag i verdensmusik, men også indenfor andre stilarter, eksempelvis hos Karlheinz Stockhausen. En stor og berømt kunstner, der brugte flere af sådanne teknikker, var den græsk-italienske sanger Demetrio Stratos (en)
Baggrundsstof
- hør ?

| Musik | Spire Denne musikartikel er en spire som bør udbygges. Du er velkommen til at hjælpe Wikipedia ved at udvide den. |